# 分子ウイルス学
分子ウイルス学(ぶんしウイルスがく、英語：molecular virology)とは、分子レベルでウイルスを研究する学問のことである。特に、個々のウイルスの遺伝子と遺伝子産物、そしてそれらの宿主(人間や植物や動物)の細胞内タンパク質との相互作用を研究する。
この学問は、以下の項目の分子生物学的分析を目的とする。
- ウイルスの複製
- ウイルス症の発症
- ウイルス免疫学
- ウイルス性免疫の回避
- ウイルスのワクチン
- 診断方法
- 抗ウイルス化学療法
- 感染制御機構
- ウイルスの発生